# Лукіївка
Лукі́ївка — село в Україні, у Нікопольському районі Дніпропетровської області. Входить до складу Першотравневської сільської громади. Колишній орган місцевого самоврядування — Криничуватська сільська рада. Населення — 209 мешканців.

## Географія
Село Лукіївка розташоване на березі пересихаючої річки Балки Кам'януватої, лівої притоки Солоної. Нижче за течією на відстані в 2 км розташоване село Змагання. Село витягнуто вздовж річки на 5 км. Через село проходить автомобільна дорога Т 0435.

## Історія
Під час організованого радянською владою Голодомору 1932—1933 років померло щонайменше 16 жителів села.
12 червня 2020 року, відповідно до розпорядження Кабінету Міністрів України № 709-р від «Про визначення адміністративних центрів та затвердження територій територіальних громад Дніпропетровської області», увійшло до складу Першотравневської сільської громади.
19 липня 2020 року, в результаті адміністративно-територіальної реформи і ліквідації Нікопольського району(1923—2020), село увійшло до складу новоутвореного Нікопольського району.

## Населення

### Мова
Розподіл населення за рідною мовою за даними перепису 2001 року:
| Мова       | Кількість | Відсоток |
| ---------- | --------- | -------- |
| українська | 194       | 92.82%   |
| російська  | 13        | 6.22%    |
| румунська  | 2         | 0.96%    |
| Усього     | 625       | 100%     |

## Визначні пам'ятки
Лукіївка дістала свою назву 1804 року. Тоді майор і кавалер Василь Петрович Нечаєв купив у майора Василя Івановича Синельникова за 4193 карбованці 4192 десятини «при річці Солона під селом Шарівка». Василь Нечаєв назвав село Лукіївка на честь своєї дружини Лукії Олексіївни (уродженої Савицької). Дореволюційні власники села Нечаєви та їхні нащадки поховані в огорожі Борисоглібської церкви с. Червоногригорівка на Дніпрі (нині на Каховському водосховищі).
Поблизу села знаходяться пам'ятки археології національного значення — кургани могила Орлова та могила Нечаєва-Гегелина.
Сьогодні могила Нечаєва — це найвищий в степовій смузі Євразії скіфський курган. Нині його висота становить 15,1 м, а на початку ХХ століття він був на 3-3,5 метри вищий.